# حسين الظفيري
حسين الظفيري مواطن كويتي يشتبه بانتمائه إلى تنظيم الدولة الإسلامية تم القبض عليه بمانيلا في الفلبين في مارس 2017 ومعه رهف زينة، وهي سيدة سورية يشتبه في انتمائها إلى الجماعة. تم تسليمه إلى الكويت في أبريل 2017. ذكرت صحيفة عرب تايمز أن رهف زينة كانت زوجة الظفيري. وقد وصفتها صحيفة ديلي إنكوايرر الفلبينية بأنها شقيقة زوجته وأرملة شقيقه المتوفى مؤخرًا القيادي في تنظيم الدولة الإسلامية البارز عبد المحسن الظفيري. كما ذكرت صحيفة كويت تايمز أن حسين تزوج أرملة أخيه.
ذكرت عرب تايمز أن الكويت نفذت بعد اعتقاله في مانيلا، مداهمات وقد اعتقلت ثلاثة من أقاربه وسبعة أشخاص آخرين يعتقد أنهم من رفاقه في التنظيم. صدرت أوامر للمسؤولين بـ«إطلاق النار بهدف القتل» أثناء المداهمات. ذكرت صحيفة «عرب تايمز» أن المسؤولين عثروا على إمدادات لصنع القنابل خلال المداهمات.
دخل الظفيري الفلبين في 28 يناير 2017. وبحسب ما ورد فقد دخل الفلبين بتأشيرة عمل قانونية. ورد أنه اتصل بالمسؤولين الدبلوماسيين الكويتيين في الفلبين لترتيب وثائق سفر قانونية للعودة إلى الكويت.
وُوصف القيادي في تنظيم الدولة الإسلامية، عبد المحسن الظفيري، شقيق حسين، بأنه «أحد أخطر أعضاء داعش الكويتيين».